# Research Triangle Institute

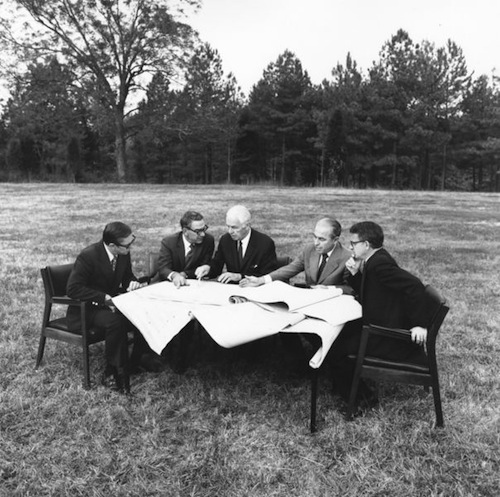
Założyciele RTI

Research Triangle Institute (RTI) – amerykański think tank z główną siedzibą w Research Triangle Park w Karolinie Południowej, oferujący usługi badawcze i rozwojowe w dziedzinie farmaceutyki, zaawansowanych technologii, badań i statystyki, edukacji i szkoleń, ekonomicznego i społecznego rozwoju oraz środowiska.
RTI regularnie otrzymuje duże kontrakty od rządu Stanów Zjednoczonych, np. przez USAID, w ramach „rekonstrukcji” krajów „w okresie przejściowym”, mającej na celu zaszczepienie doktryny neoliberalizmu, np. we Wschodniej Europie w latach 90., a obecnie w Iraku.